# Ossification enchondrale

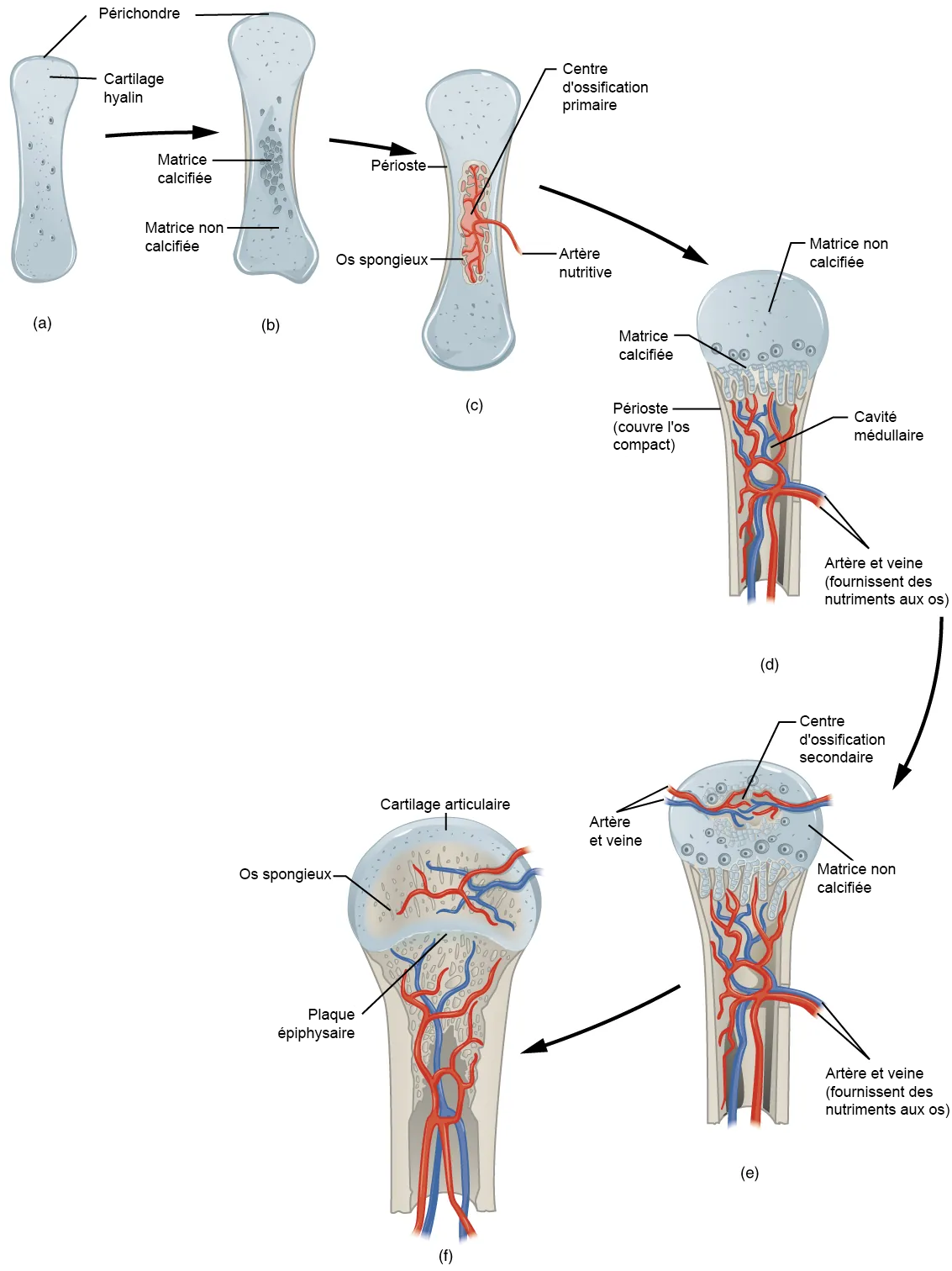
Processus d'ossification enchondrale

L'ossification enchondrale ou endochondrale est un mécanisme d'ossification primaire, au même titre que l'ossification endoconjonctive, qui lui transforme le tissu cartilagineux en os. Celle-ci a lieu avant l'âge adulte. L'ossification enchondrale se fait de manière centripète, l'ossification endoconjonctive se fait de manière centrifuge. 
Les cellules mésenchymateuses du périoste se transforment en ostéoblastes. Elles vont ensuite synthétiser de la matrice osseuse pour se transformer en ostéocytes. La matrice osseuse va induire la transformation de plus en plus de cellules mésenchymateuses en ostéoblastes.
Les ostéocytes communiquent entre eux par des nexus, au sein de canalicules où viennent s'immiscer leurs prolongements cytoplasmique. À partir d’un signal, ils sécrètent une matrice pour s’emmurer : apposition ostéoblastique.
Simultanément, 2e processus :

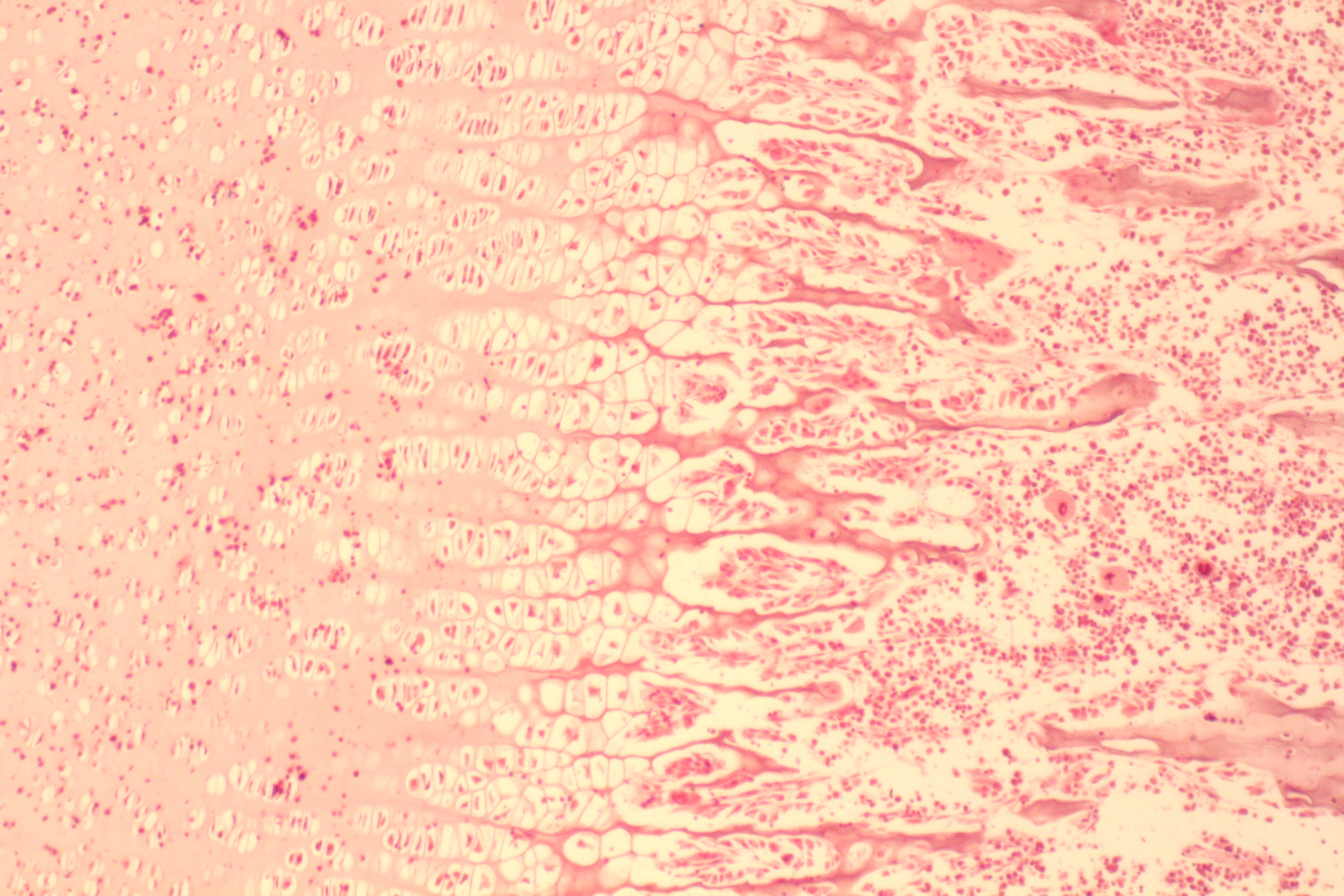
Ossification enchondrale dans un os long de chat (à gauche : cartilage; au milieu : cartilage hypertrophique/apoptose; à droite : tissu osseux spongieux)

Les chondrocytes s’hypertrophient, les ostéoblastes synthétisent de la phosphatase alcaline (PA) qui va se calcifier. Puis pénétration d’un bourgeon conjonctivo-vasculaire dans le centre du cartilage d’où apoptose des chondrocytes hypertrophiés. Ce bourgeon induit l’élimination des chondrocytes morts voisins et creuse la 1re cavité médullaire. Ensuite l’ossification primaire suit les travées cartilagineuses.
Fibroblastes → ostéoblastes → apposition ostéoblastique → os primaire
L'ossification enchondrale est déclenchée par la pénétration de fusées conjonctivo-vasculaires dans le cartilage, amenant des ostéoblastes et des cellules qui servent à la formation de chondroclastes qui détruisent la matrice du cartilage minéralisé hypertrophié. Ce bourgeon produit ensuite d'autres cellules qui servent de précurseurs à la moelle hématopoïétique qui se logera dans la cavité médullaire.
En se rapprochant des vaisseaux, on observe successivement :
- le cartilage hyalin banal ;
- le cartilage sérié : les chondrocytes se multiplient et forment des groupes isogéniques axiaux, orientés en direction des vaisseaux. Les chondrocytes  élaborent de grandes quantités de substance fondamentale. L'allongement de cette zone augmente la taille de la pièce cartilagineuse et, secondairement, celle de la pièce osseuse ;
- le cartilage hypertrophié : les cellules cartilagineuses augmentent de taille ;
- le cartilage calcifié : les volumineux chondrocytes initient la minéralisation de la substance fondamentale, puis dégénèrent ;
- la ligne d'érosion : des ostéoclastes (ou chondroclastes) détruisent le cartilage calcifié d'un même groupe isogénique, réalisant de petits diverticules en doigt de gant qui s'enfoncent dans le cartilage calcifié. Les diverticules voisins progressent parallèlement à la même vitesse, d'où l’aspect de ligne d'érosion ;
- la zone ostéoïde : à la suite des ostéoclastes, les vaisseaux et les ostéoblastes progressent dans les diverticules ;
- l'os primaire endochondral : les vagues successives d'ostéoblastes constituent ainsi les premières travées d'os primaire. Dans la zone ossiforme, ils sont séparés par une mince couche de substance fondamentale cartilagineuse calcifiée qui a échappé à l'ossification.

L'os  primaire endochondral est rapidement détruit par des ostéoclastes et l'ossification secondaire démarre. 
Des variations dans le rythme de l'ossification enchondrale tels qu'un arrêt de cette dernière peuvent se traduire en radiographie par des stries d'arrêt de croissance (lignes de Harris).